# Loi de constance des angles

Énoncée en 1783 par Jean-Baptiste Romé de L'Isle, la loi de constance des angles s'énonce ainsi : 

« Quelles que soient les dimensions relatives de deux faces déterminées d'un même cristal, elles présentent toujours entre elles le même angle dièdre. »